# Кенотаф Љубомиру Лазовићу у селу Луке
Кенотаф Љубомиру Лазовићу (†1916) у селу Луке (Општина Ивањица) подигнут је након Првог светског рата на Лазовића гробљу у центру села Луке. Обележје је подигнуто у знак сећања на бакалина Луку Лазовића који је 1916. године  умро на Крфу, где је и сахрањен.

## Опис споменика
Кенотаф постављен је постављен на самој ивици гробља, у правцу север−југ, окренут ка путу. Стуб пирамидалног завршетка постављен је на високо класицистички обликовано постоље. Испод крста са ловоровим венцем уклесан је епитаф који се наставља на бочној страни, а завршава на постољу. 
Споменик је добро очуван. У урезима слова делимично су очувани остаци првобитне полихромије. 

## Епитаф
Натпис гласи:
ЉУБОМИР ЛАЗОВИЋ
рођен 1874. г. у селу Лукама
од поштених сиромашних родитеља.
Својим трудом и радом
у току свог 40-то годiшњег живота
уживао је глас првих људи.
Био је добар економ трговац и књиговођа
са својом бакалском радњом у Лукама
али љубав према Отаџбини
за ослобођење наше Браће
испод непријатељског терета
ступио је у редове наше храбре војске.
Учествовао у српско турском и европском рату
и после тешких напора у повлачењу
умире 10 марта 1916 г. на Крфу
као обвезник II чете I бат. X пука II позива
оставши нас малолетнике.
Из благодарности своме родитељу
спомен подижу синови Драгиша и Будимiр
и Војимир и Милован.
Текст се наставља посветом на постољу:
Сава прва супруга Љубомирова
поживила 23 г. Умрла априла 1906. г.
Из благодарностi својој незапамћеној мајци
подiжемо овај споменик.
Синови Драгиша и Будимир.